# Distrito de Skrapar
El distrito de Skrapar (en albanés: Rrethi i Skraparit) fue uno de los 36 distritos de Albania. Su población aproximada era de 30,000 habitantes (2004) y tenía una superficie de 775 km². Se localizaba en el centro del país y su capital era Çorovodë.
En 2015 se creó, en el territorio que ocupaba el antiguo distrito, el actual municipio de Skrapar. Quedó fuera del mismo la villa de Poliçan, que formó un municipio aparte.